# Coton (Milwich)
Coton – przysiółek w Anglii, w Staffordshire. Leży 10,4 km od miasta Stafford, 17,1 km od miasta Stoke-on-Trent i 202,3 km od Londynu. Coton jest wspomniana w Domesday Book (1086) jako Cote.